# Монсамп'єтро-Морико
Монсамп'єтро-Морико (італ. Monsampietro Morico) — муніципалітет в Італії, у регіоні Марке,  провінція Фермо.
Монсамп'єтро-Морико розташований на відстані близько 160 км на північний схід від Рима, 65 км на південь від Анкони, 18 км на південний захід від Фермо.
Населення — 664 особи (2014).
Щорічний фестиваль відбувається 29 червня. Покровитель — святий Петро.

## Демографія
Населення за роками:

Станом на 1 січня 2023 року в муніципалітеті офіційно проживав 61 іноземець з 13 країн, серед них 18 громадян країн Євросоюзу та 3 громадяни України.

## Сусідні муніципалітети
- Бельмонте-Пічено
- Монте-Ринальдо
- Монтелеоне-ді-Фермо
- Монтельпаро
- Монтоттоне